# Geogamasus delamarei
Geogamasus delamarei är en spindeldjursart som först beskrevs av Sheals 1962.  Geogamasus delamarei ingår i släktet Geogamasus och familjen Ologamasidae. Inga underarter finns listade i Catalogue of Life.